# Mên-an-Tol

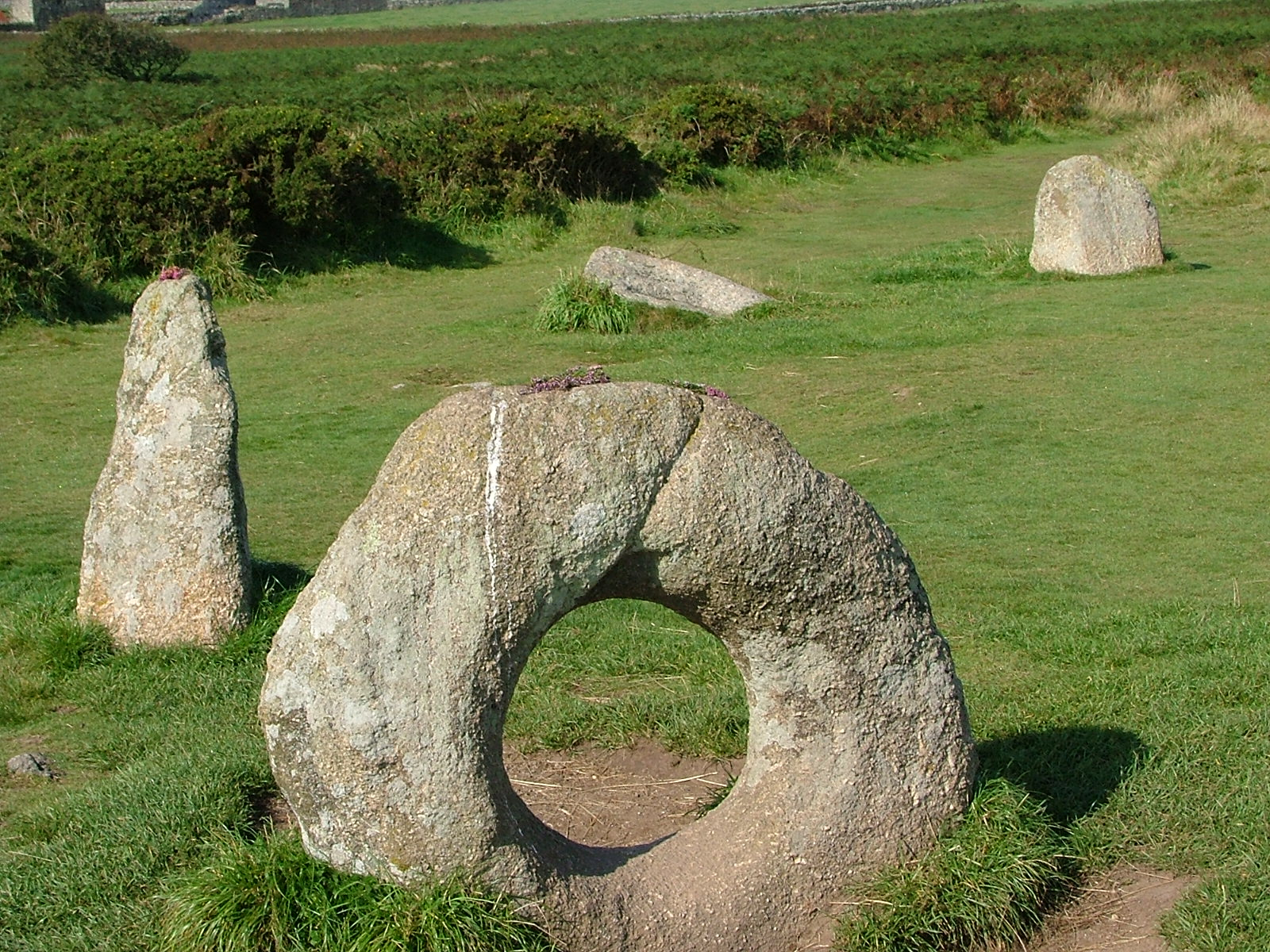
Mên-an-Tol

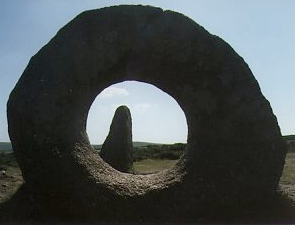
Widok przez kamień z okrągłym otworem

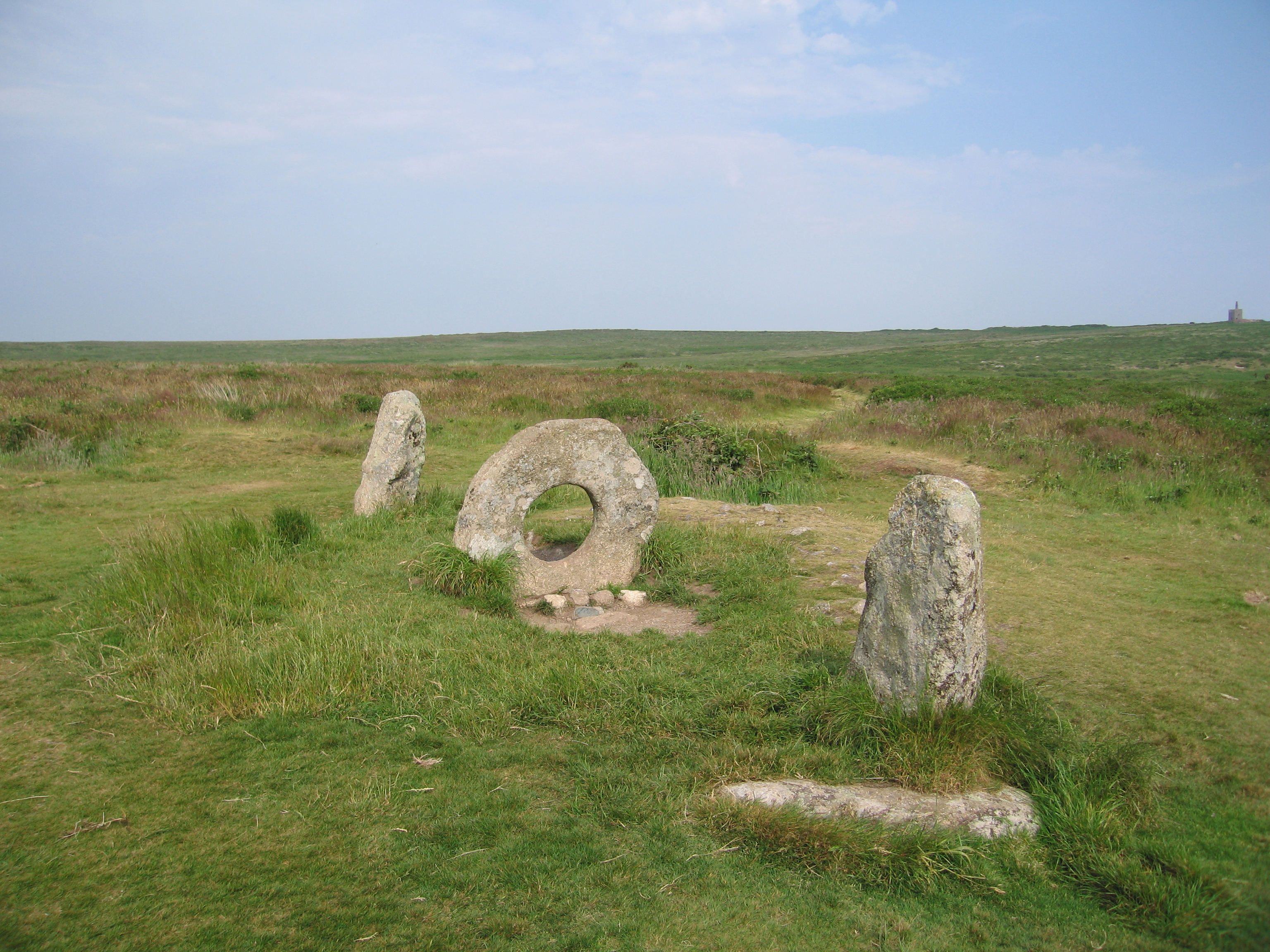

Mên-an-Tol – mała grupa stojących kamieni położona przy drodze Madron-Morvah w Kornwalii (Wielka Brytania). Oddalona jest kilka kilometrów od Madron w kierunku północno-zachodnim. Miejscowi nazywają ją również "Crick Stone". 
W tej formacji uwagę przyciągają trzy stojące pionowo kamienie, z których środkowy ma kształt okrągły z okrągłą dziurą. Patrząc na nie pod odpowiednim kątem można zauważyć liczbę 101.
Megality mogły być wejściem do niewidocznego obecnie grobu lub też częścią prehistorycznego kalendarza.
W Kornwalii znany jest jeszcze tylko jeden tego typu kamień z okrągłym otworem znany jako Tolven Holed Stone. Znajduje się w ogrodzie 6 km od Helston.